# اریسون کارلوس دوس سانتوس سیلوا
اریسون کارلوس دوس سانتوس سیلوا (به پرتغالی: Erison Carlos dos Santos Silva) هافبک اهل برزیل است که در شهر Barra do Piraí و در تاریخ ۲۲ مهٔ ۱۹۸۰ به دنیا آمده‌است.
اریسون کارلوس دوس سانتوس سیلوا در تیم‌های فوتبال کورینتیانس، Atlético Paranaense، São Caetano، سرزو اوساکا، Ponte Preta، بوسان ای‌پارک، Avaí سابقهٔ حضور دارد.